# Parco nazionale di Capo Sunio
Il Parco nazionale di Capo Sunio (Εθνικός δρυμός Σουνίου in greco) è un'area naturale protetta che trova al confine sud-orientale dell'Attica e termina a Capo Sunio.

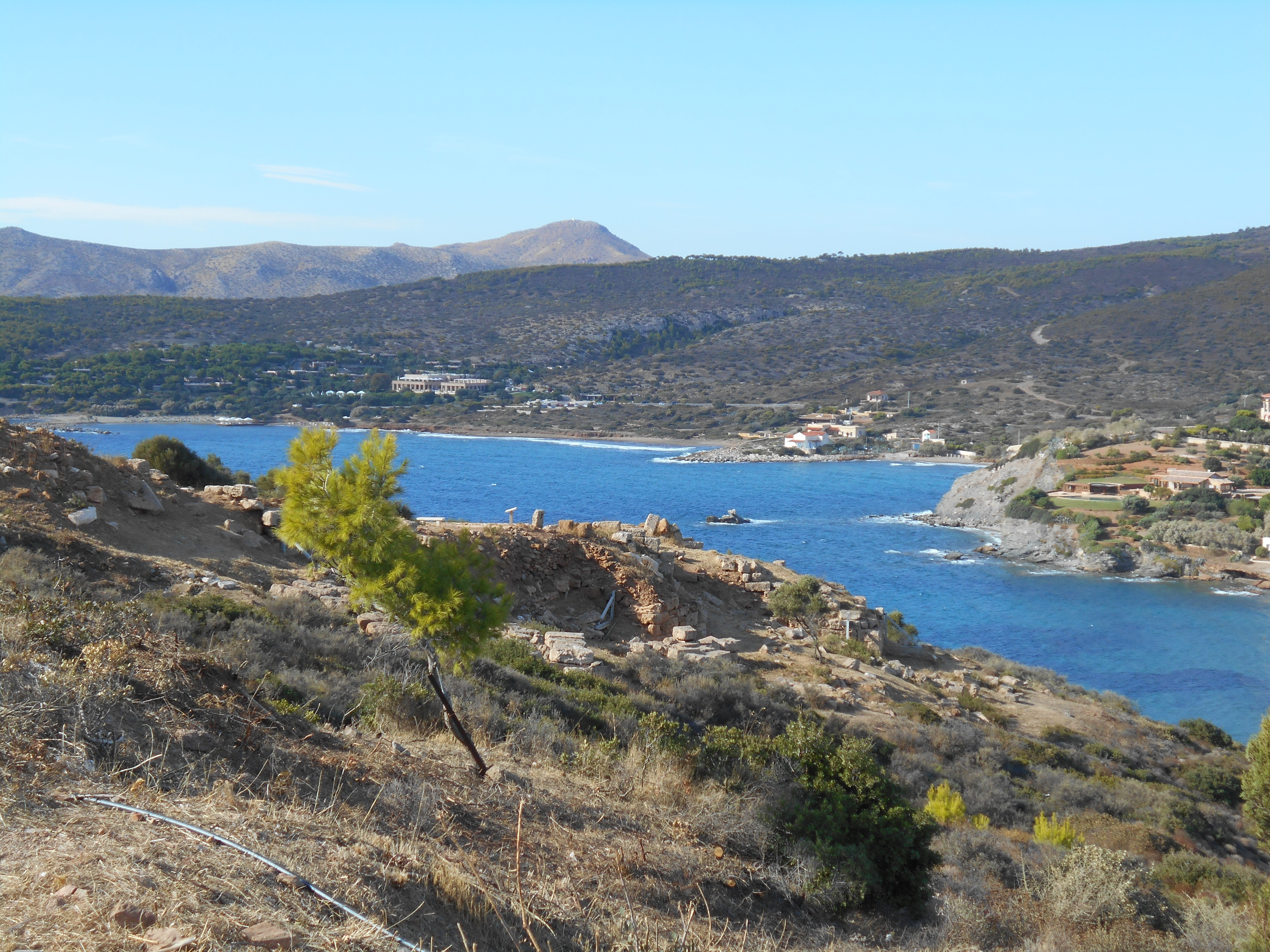
Panorama dell'area del parco di Capo Sunio

## Storia
Il Parco Nazionale di Sounio è stato fondato nel 1971. Comprende circa 4.000 ettari e 500 tra questi vengono classificati come di assoluto rispetto.

## Descrizione
Anticamente area della demo di Sunion il promontorio (noto anche come Capo Colonne durante la dominazione della Serenissima), si trova a picco sul mare e conserva resti di un antico tempio e di fortificazioni. L'area comprende zone senza vegetazione e altre con macchia mediterranea. La discesa verso il mare è possibile lungo ripidi sentieri e non mancano aree con grotte e canaloni.

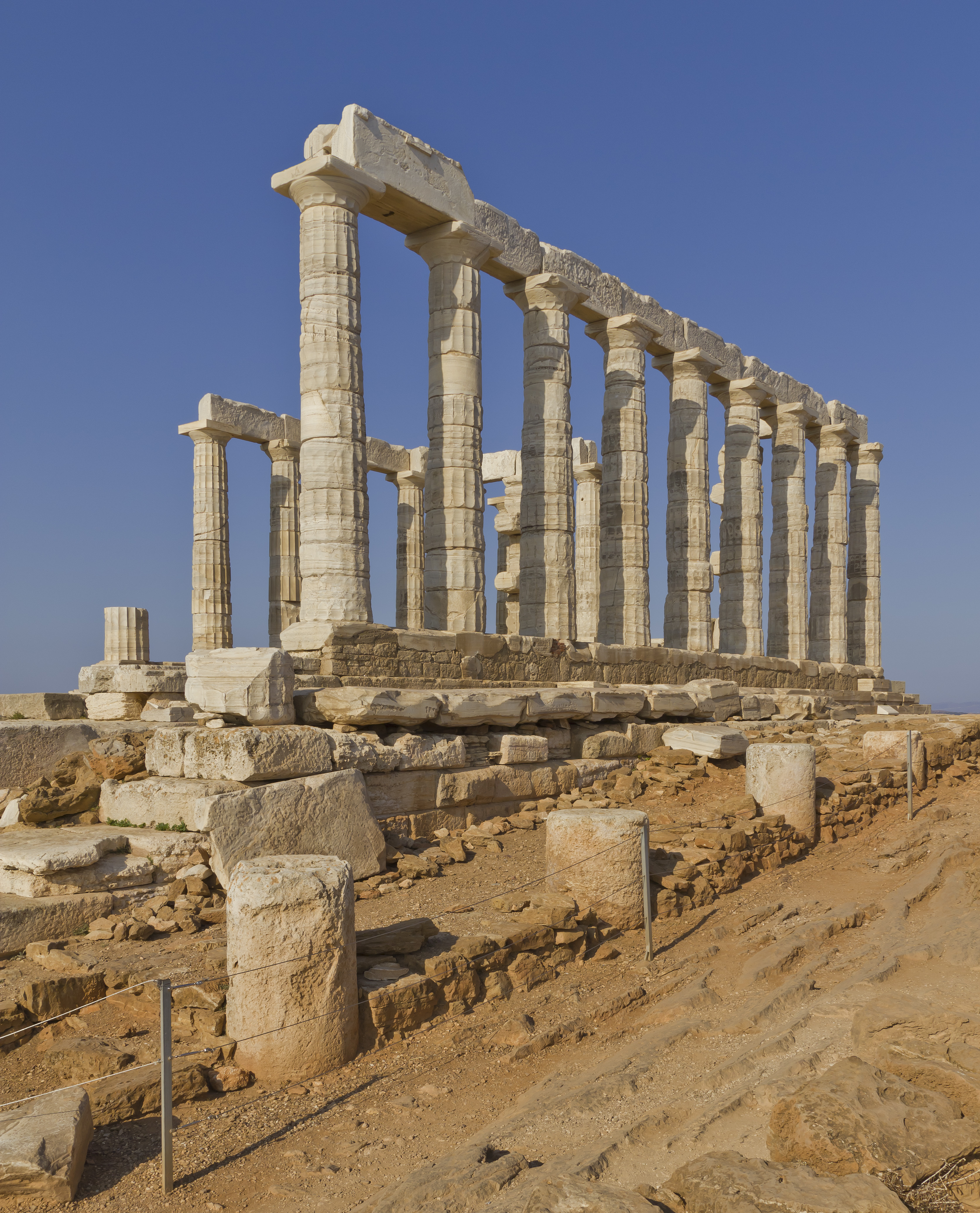
Resti del tempio di Poseidone.

## Zona archeologica
Nell'area del parco è presente un antico tempio dedicato al dio del mare Poseidone.

## Area naturale
Il sito, nel suo insieme, ha un grande valore ecologico, storico, geologico e paleontologico. La vegetazione prevalente è costituita dalla pineta di pino di Aleppo, la più estesa dell'Attica orientale, e la sua parte terrestre è ricoperto da tipica macchia mediterranea.
Sono presenti grotte e formazioni carsiche che hanno conservato resti fossili di importantanza paleontologica.
I fondali rocciosi sulla costa sono ricchi di specie marine e l'ambiente è particolarmente ben conservato.